# Miltoniopsis roezlii
Miltoniopsis roezlii är en orkidéart som först beskrevs av Heinrich Gustav Reichenbach, och fick sitt nu gällande namn av God.-leb. Miltoniopsis roezlii ingår i släktet Miltoniopsis och familjen orkidéer. Inga underarter finns listade i Catalogue of Life.

## Bildgalleri

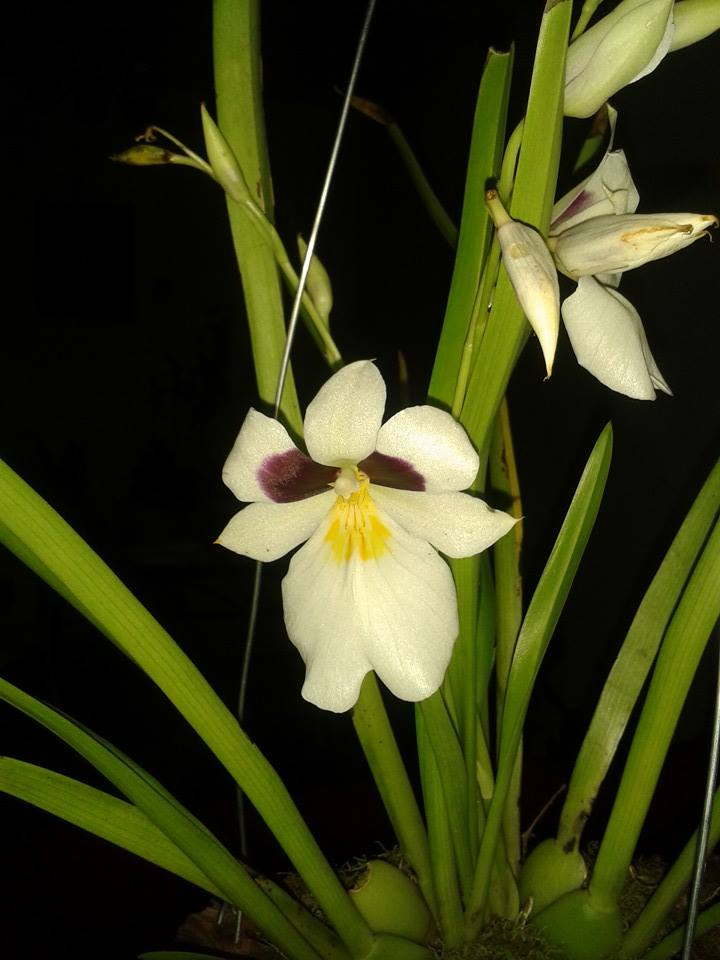
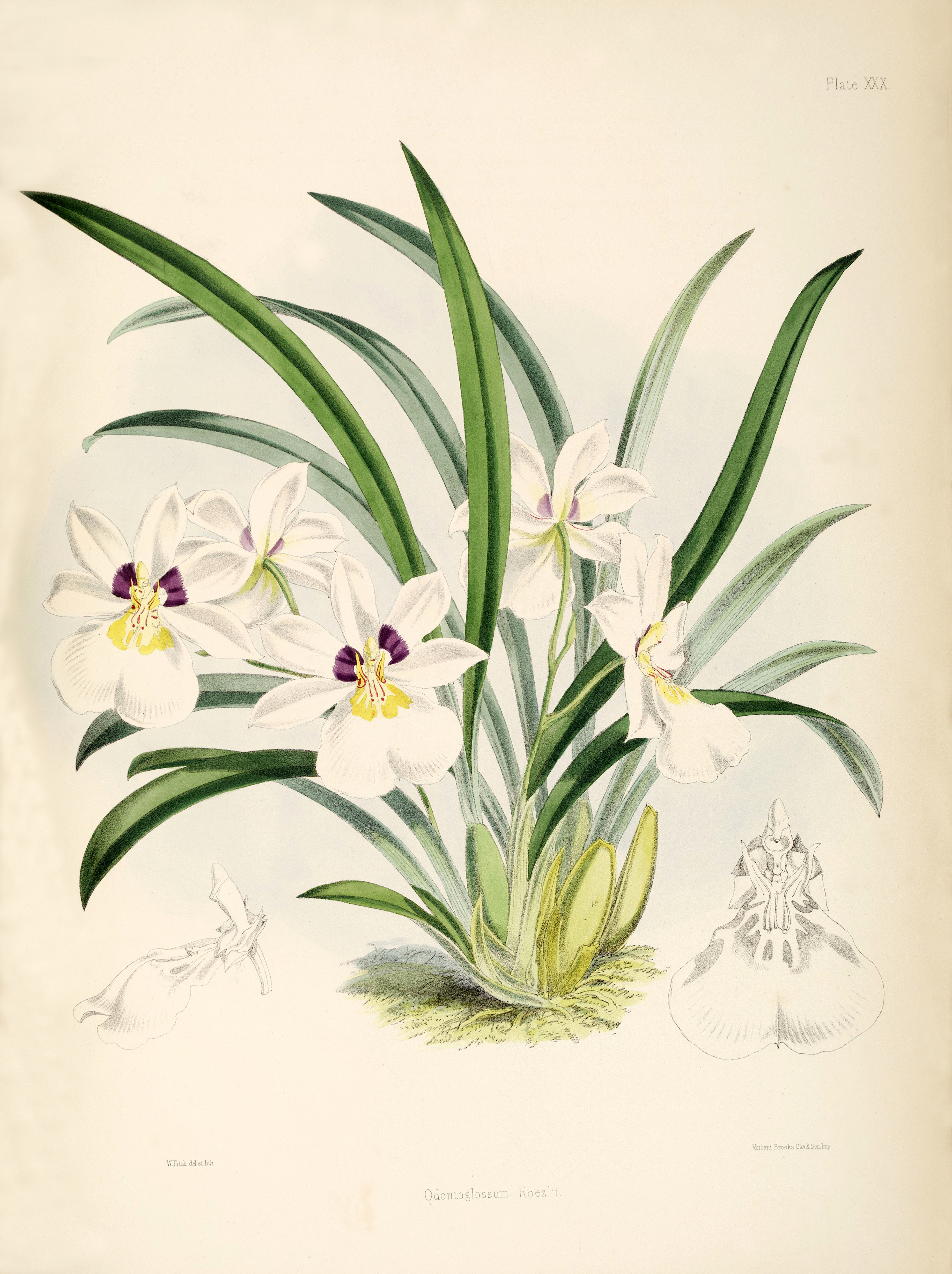
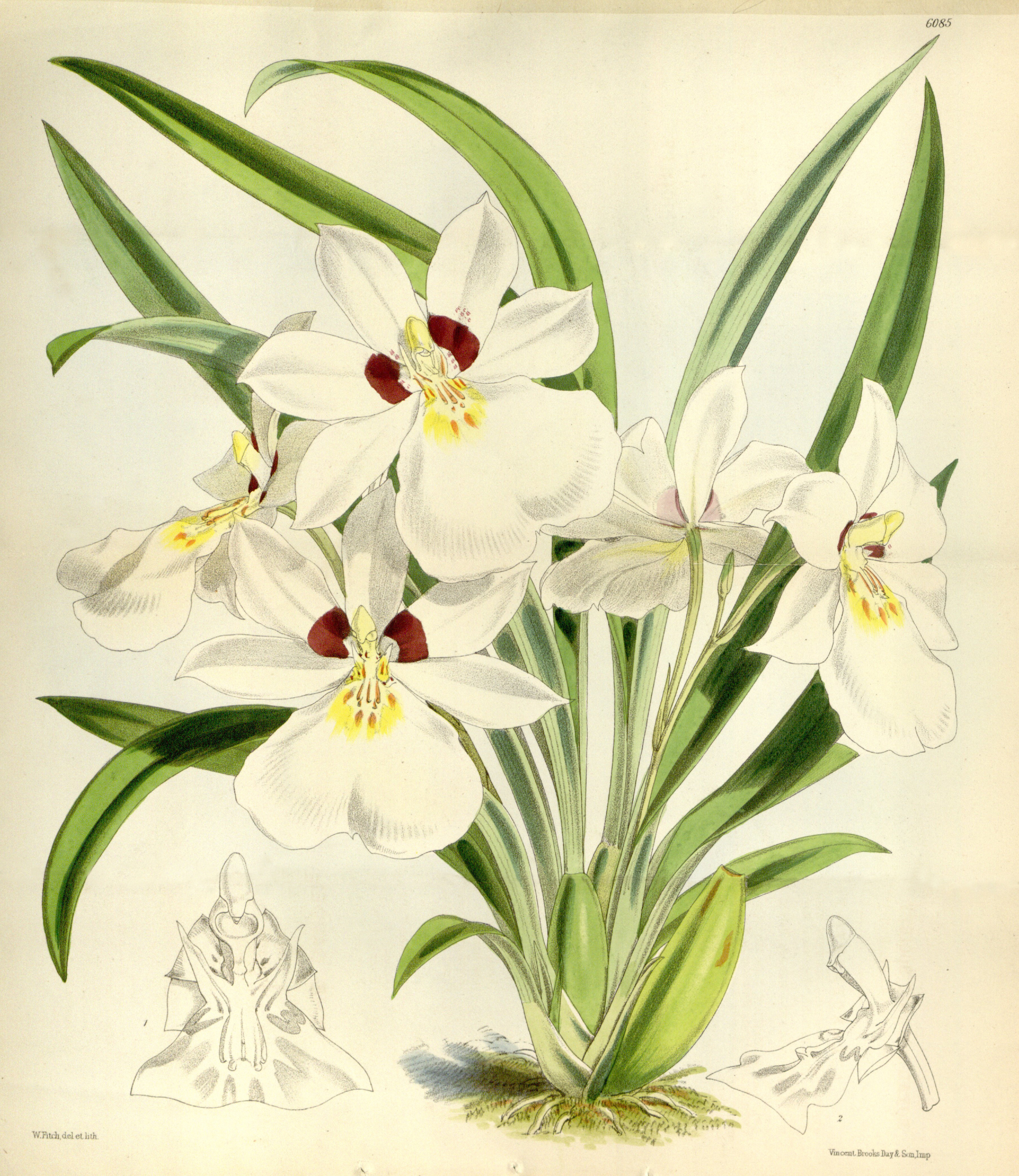
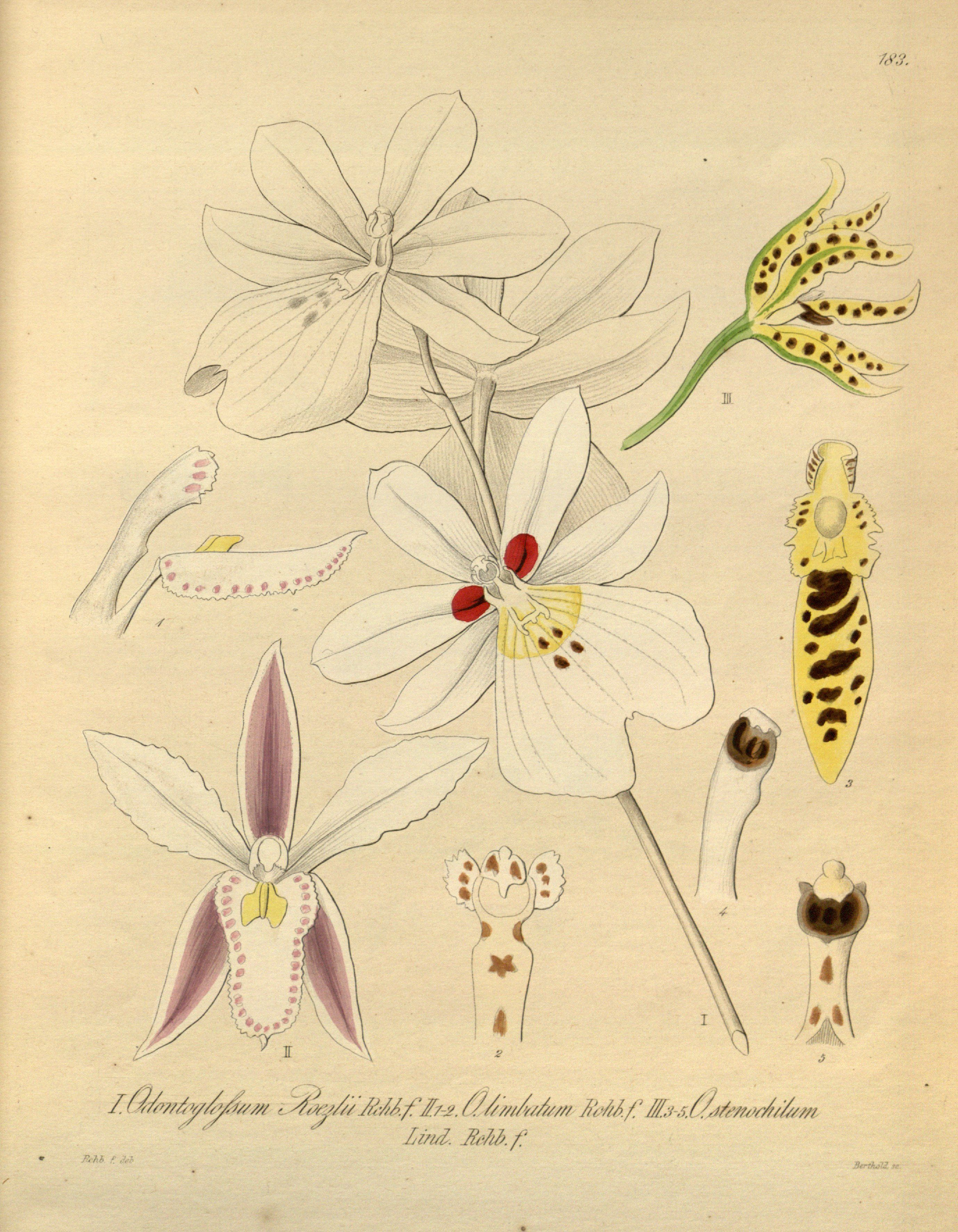